# レクシスネクシス
レクシスネクシス（LexisNexis）は、アメリカ合衆国を本拠とする解析会社である。米国本社はオハイオ州デイトンにあり、世界100カ国でビジネスを展開し、従業員1万人以上を擁する。レレックス・グループの一員である。
レクシスネクシスの日本法人は、レクシスネクシス・ジャパン株式会社（英：LexisNexis Japan Co., Ltd）であり、東京都中央区八重洲2-2-1 東京ミッドタウン八重洲 八重洲セントラルタワーに本社を置く。

## 概要
主な事業は英米法判例データベース（Lexis）、ビジネス・ニュースデータベース（Nexis）や海外特許データベース（Total Patent）といったオンラインデータベースの提供である。
データベース事業のほか、法律雑誌（Business Law Journal）・法律書籍出版を行っている。
日本では、Lexis、Nexisに加えて日本法による法令・判例検索データベース（Lexis AS ONE）や中国法データベース（Lexis China）を提供している。
出版事業では、海外の法律に関する書籍や会計・税務に関する書籍の輸入販売に加え、国内でも法律、会計・税務に関する書籍を出版している。また、海外のロージャーナルのほか、国内の企業法務に関する雑誌ビジネス・ロー・ジャーナルを発行している。